# Sint-Maartenskerk (Wervik)

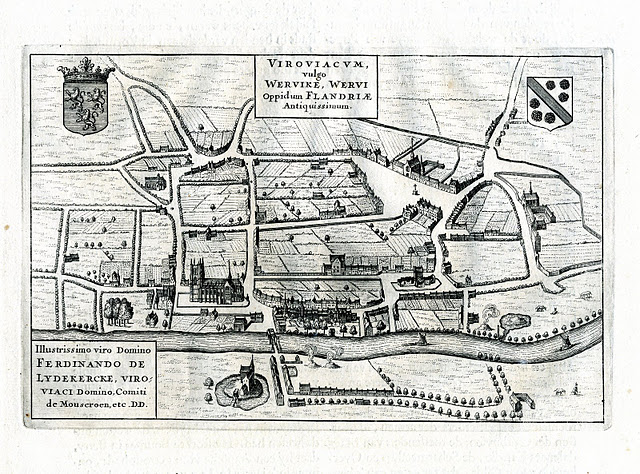
Wervik, met de vervallen Sint-Maartenskerk, 1649

De Sint-Maartenskerk was een romaanse kerk die tot 1709 stond op het Sint-Maartensplein in Wervik.  

## Patroonheilige
De kerk is genoemd naar de heilige Martinus van Tours. Hij was bisschop van de stad Tours en een belangrijke grondlegger van het katholicisme in Gallië. Hij was bovendien een van de populairste heiligen in de middeleeuwen. Zijn feestdag valt op 11 november.

## Geschiedenis
Wanneer de kerk werd gebouwd is niet bekend. Opgravingen hebben wel aan het licht gebracht dat de funderingen gedeeltelijk bestonden uit Romeins bouwafval. Volgens Jean-Baptiste Gramaye was de kerk oorspronkelijk een Romeins fanum ter ere van Mars of Priapus en was er in de 17e eeuw nog een standbeeld te zien in de ruïnes van de kerk. 
Door de bloei van de lakenhandel in de 13e eeuw groeide de bevolking van de stad zodat het kerkje snel te klein werd en er met de bouw van de grotere Sint-Medarduskerk werd begonnen.
Toen het bevolkingsaantal in de eeuwen daarna kromp, kwam de Sint-Maartenskerk geleidelijk in onbruik en werd bouwvallig.  De kerk eindigde uiteindelijk als paardenstal tot ze in 1709 werd gesloopt na het instorten van de kruisingstoren. Ook het omliggende kerkhof werd gesloopt en de vrijgekomen ruimte werd het Sint-Maartensplein.  

## Sint-maartensfeest
Het is aannemelijk dat de wijk Laag-Vlaanderen ooit een deel was van de Sint-Maartensparochie, terwijl ze nu bij de Sint-Medardusparochie hoort.
Tot voor kort werd in de wijk Laag-Vlaanderen een Sint-maartensfeest gehouden. In november ging dan een kinderstoet rond waarbij kinderen met lampionnen gemaakt van uitgeholde suikerbieten het lokale Sint-maartenswijsje zongen:
Bolle Bolle Saint Martin,
 Gif mie ne soe en kben kontén.
Vertaling:

Liefste Sint Maarten,

Geef me een Sou en ik zal blij zijn.